# Arco Mineral do Orinoco

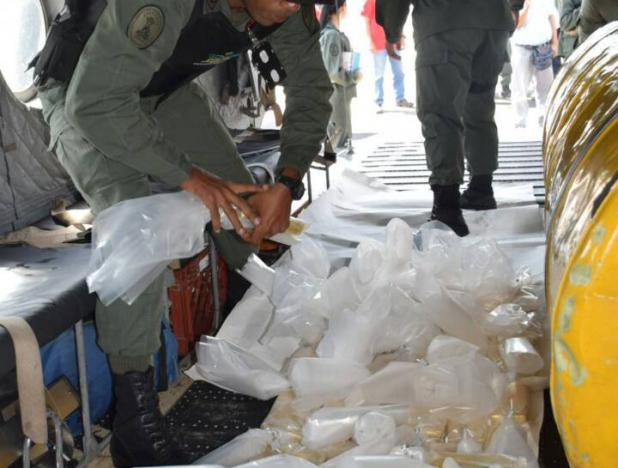
Entrada no Banco Central da Venezuela com 749 quilogramas de ouro provenientes do Arco Mineral do Orinoco em 18 de novembro de 2017

O Arco Mineral do Orinoco (AMO), nomeado pelo governo de Nicolás Maduro em 24 de fevereiro de 2016 como «Zona de Desenvolvimento Estratégico Nacional Arco Mineral do Orinoco», é uma área de exploração irregular e trabalhos precários de recursos minerais e de mão de obra na Venezuela desde 2017, gerida pelas Forças Armadas da Venezuela, o declarado Patrimônio da Humanidade Parque Nacional Canaima e, em menor proporção, o nordeste do estado do Amazonas.
Venezuela possui a maior reserva de diamante, níquel e tório do planeta Terra e conta com umas das maiores reservas de ouro, além de outros minerais como cobre, coltan, ferro, bauxita e urânio, etc.
O Arco Mineral do Orinoco abrange uma área de 111.843,70 km², isto é, 12,2 % do território venezuelano; duplicando a Cinturão petrolífero do Orinoco. De acordo com o ex-ministro do governo de Nicolás Maduro, Roberto Mirabal, o Arco Mineral do Orinoco tem um potencial de cerca de 2 trilhões de dólares.

A Academia de Ciências Físicas, Matemáticas e Naturais, a Sociedade Venezuelana de Ecologia, a Associação de Arqueólogas e Arqueólogos da Venezuela (AAAV), a Assembleia Nacional da Venezuela e a ONG Programa Venezuelano de Educação e Ação em Direitos Humanos (PROVEA) expressaram publicamente sua preocupação com o descumprimento dos estudos de impacto ambiental e sociocultural, a violação dos direitos à consulta prévia nas comunidades indígenas, o patrimônio cultural e natural e a soberania nacional.
Em 2020, a Alta Comissária das Nações Unidas para os Direitos Humanos, Michelle Bachelet, denunciou que os trabalhadores no Arco Mineral do Orinoco estão sujeitos a graves abusos e violência que causaram pelo menos 149 mortes desde 2016.
O Arco Mineral tem sido denunciado como uma atividade de extração ilegal que não possui regulação ambiental nem social.

## História
Em agosto de 1991, a zona do Delta do Orinoco, por meio do Decreto N° 1.635 de 5 de junho de 1991, publicado no Diário Oficial N° 34.767 de 1 de agosto de 1991, foi declarada como zona de reserva da biosfera, uma área de ecossistemas tropicais delticos que reúne inestimáveis recursos biológicos. Em 2009, a UNESCO a incluiu na Rede Mundial de Reservas da Biosfera na América Latina e no Caribe sob o Programa Reserva Homem e Biosfera.
Em 24 de fevereiro de 2016, por meio do decreto 2.248, publicado no Diário Oficial 40.855, foi decretado o nomeamento da Zona de Desenvolvimento Estratégico Nacional Arco Mineral do Orinoco. Igualmente, o decreto incluiu a certificação e quantificação das reservas minerais desta zona.
Busca-se setorização da região para iniciar a exploração industrial dos recursos minerais, em virtude da crítica situação petrolífera que a Venezuela enfrentava.
Em 5 de agosto de 2016, o ministro da Defesa, Vladimir Padrino López, anunciou que “será ativada uma unidade especial para o Arco Mineral do Orinoco”.
Em 7 de setembro de 2016, o ministro para o Desenvolvimento Mineral Ecológico, Roberto Mirabal, informou que iniciou a etapa de exploração do Arco Mineral do Orinoco e ressaltou que “toda transnacional no Arco Mineral deve cumprir as leis do Estado”.
Entre os objetivos do Arco Mineral do Orinoco está a diversificação da economia.
Ao longo de sua história, o Arco Mineral do Orinoco apresentou uma série de incidentes.
Em 27 de novembro de 2018, a Comissão Intergovernamental de Alto Nível (CIAN, Poder Executivo da Venezuela) anunciou novos projetos e acordos minerários com a participação conjunta da Rússia no primeiro trimestre de 2019.

## Características
O Arco Mineral do Orinoco (AMO) está localizado ao sul do rio Orinoco, na parte norte do estado Bolívar. Possui uma superfície total de 111.843,70 km², dos quais apenas 5 % serão destinados à exploração. Uma vez concluída a etapa de exploração, estima-se que a extração de minerais ocorra em apenas 1,5 % do Arco Mineral.
Consta de quatro grandes áreas:
- Área 1: é a região mais ocidental, até o rio Cuchivero, onde predominam bauxita, coltan, terras raras e diamantes.
- Área 2: entre o rio Cuchivero e o rio Aro, com predominância de ferro, minerais não metálicos e ouro aluvial.[16]

- Área 3: entre o rio Aro e o limite leste do Arco Mineral, onde predominam ouro, ferro e bauxita.
- Área 4: extensão do Arco Mineral na zona de Imataca, onde predominam ouro, cobre, caulim e dolomita.

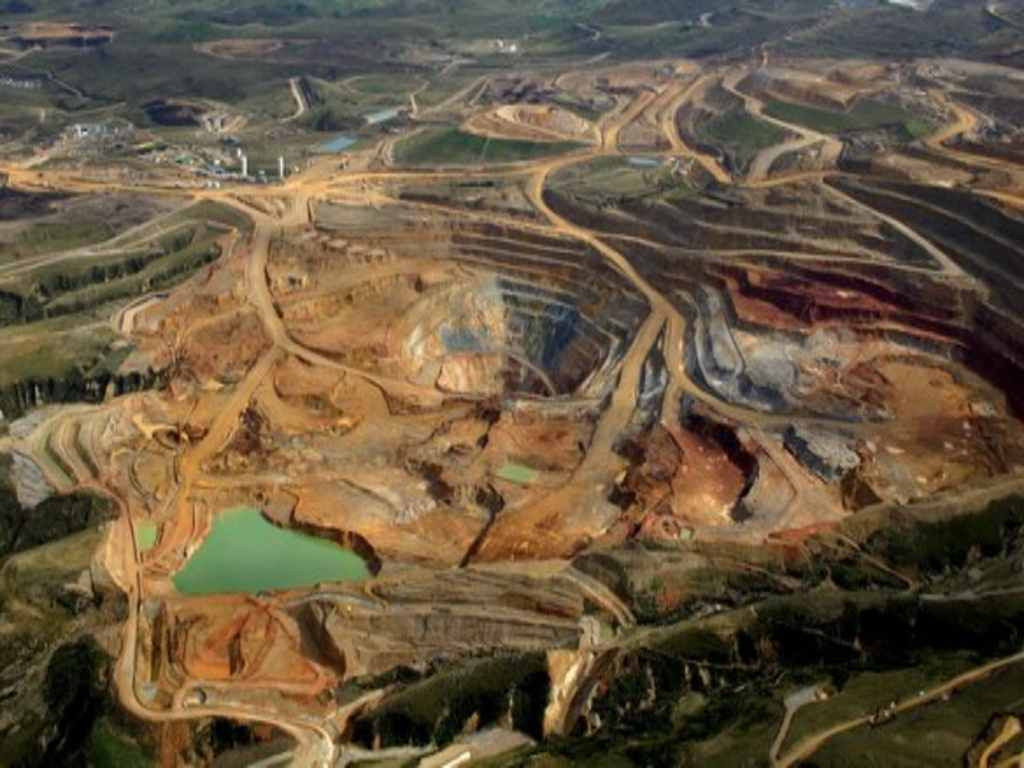
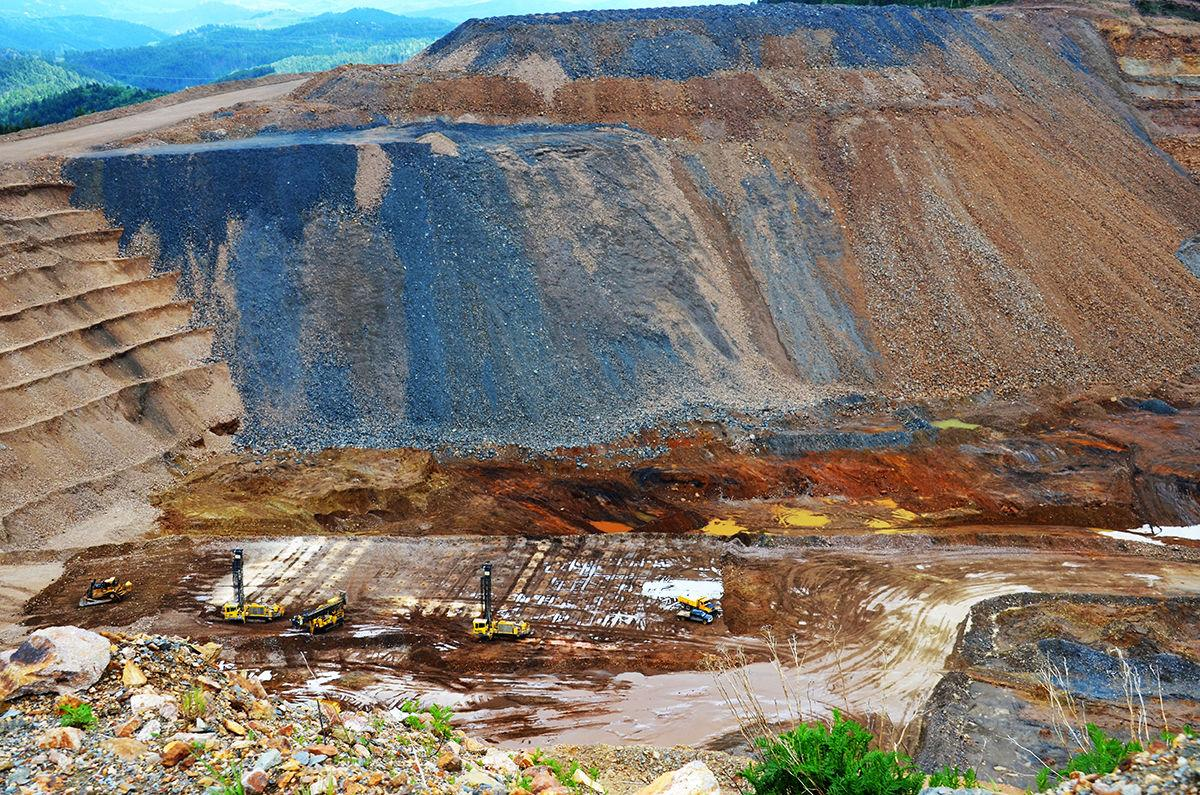
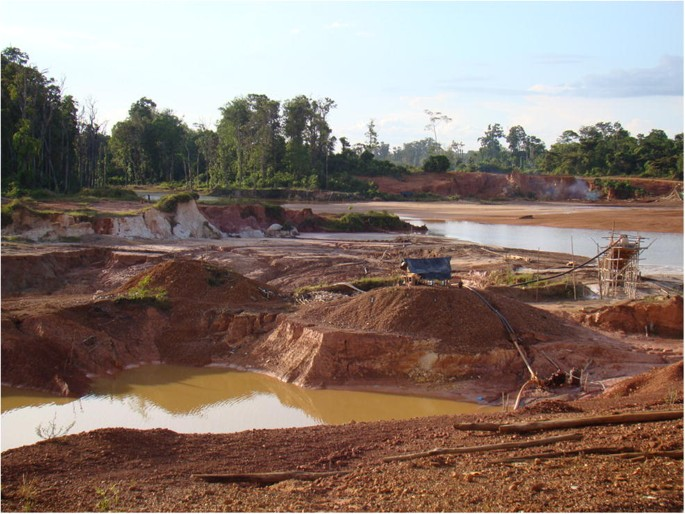
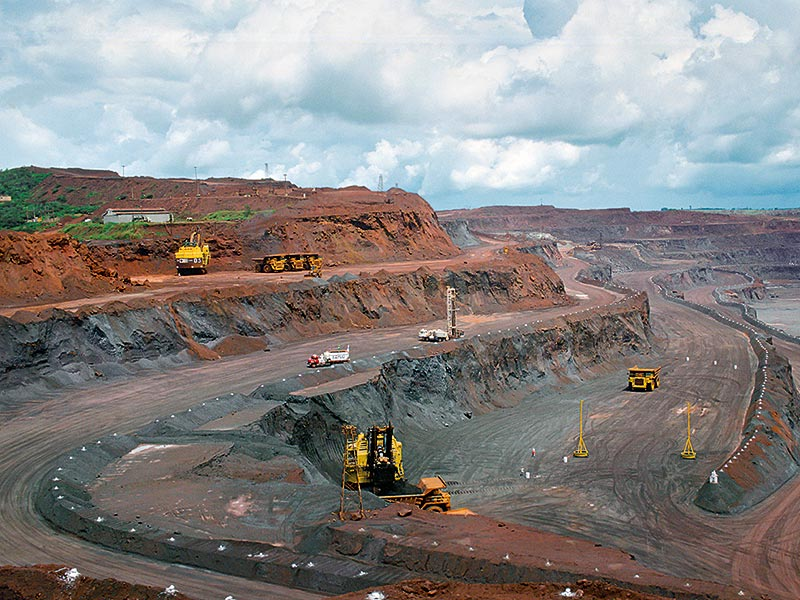
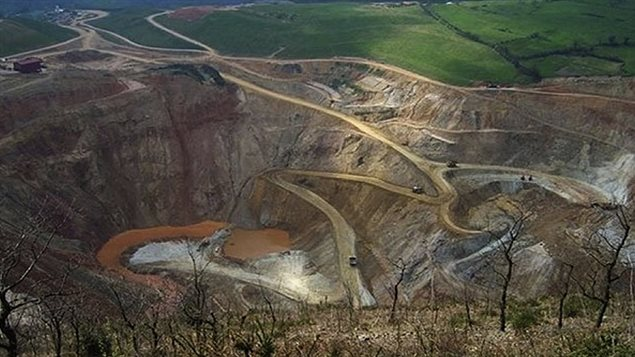

## Exploração e comercialização de alto risco
Um dos primeiros incidentes de alto risco ocorreu em 2006 no município Raúl Leoni do estado Bolívar, na Venezuela, durante a presidência de Hugo Chávez, conhecido como a Massacre de La Paragua, quando um grupo de militares assassinou seis mineiros na região.
Desde a criação do AMO em 2016, a zona mineradora tem gerado inquietação, luto e conflitos na sociedade, abrangendo três estados do país: Bolívar, Guárico e Amazonas. Entre abril de 2016 e setembro de 2018, ocorreram 40 eventos violentos na área decretada para a exploração de materiais estratégicos.

A tragédia da Massacre de Tumeremo de 2016 deu início a investigações relacionadas a confrontos com pranes, o grupo ELN de origem na Colômbia, a Força Armada Nacional e o CICPC, com o governo nacional criando um grupo para reduzir as tensões por meio da “ Operação Libertação do Povo” (OLP), um plano para “combater a delinquência, especialmente o paramilitarismo colombiano”.
Em 8 de dezembro de 2023, morreram pelo menos 10 mineiros em decorrência do colapso de uma mina de ouro em Paraíba de San José de Wadamapa, na Gran Sabana do Estado Bolívar; entretanto, a ONG SOS Orinoco afirmou que o número de mortos chega a 18.
Em 20 de fevereiro de 2024, ocorreu o Desastre Minerário de Bulla Loca, devido ao colapso de uma mina a céu aberto ilegal de ouro, no qual pelo menos 16 pessoas morreram e outras 16 ficaram feridas no desabamento de Bulla Loca em La Paragua, estado Bolívar.

## Críticas
O decreto de criação do Arco Mineral do Orinoco suscitou múltiplas críticas. A Academia de Ciências Físicas, Matemáticas e Naturais, a Sociedade Venezuelana de Ecologia, o Programa Venezuelano de Educação e Ação em Direitos Humanos (PROVEA), a Associação de Arqueólogas e Arqueólogos da Venezuela (AAAV) e a Assembleia Nacional da Venezuela expressaram publicamente sua preocupação com a insegurança legal e fiscal,

por não cumprimento dos estudos de impacto ambiental e sociocultural, a violação dos direitos à consulta prévia nas comunidades indígenas, do patrimônio cultural e natural e da soberania nacional.

O major-general reformado Clíver Alcalá Cordones afirmou que os «contratos do Arco Mineral são um engano», denunciando a associação com a Gold Reserve, que anteriormente «depredou, desde os tempos de Carlos Andrés Pérez, a zona sul do país»; criticou ainda a destinação de recursos do Estado venezuelano em empresas mistas em meio à atual crise econômica, recursos que, segundo seu critério, poderiam ser aplicados em diversos setores afetados por essa crise.
Liborio Guarulla, ex-governador do estado do Amazonas, declarou que «não queremos o Arco Mineral» e denunciou que «o Governo venezuelano entregou à Citigroup da China parte do nosso território. Protestamos os povos indígenas e não fomos ouvidos pelo Tribunal Supremo de Justiça da Venezuela».
De forma simultânea com a décima sétima Cimeira do Movimento dos Países Não Alinhados, Gustavo Márquez Marín qualificou o Arco Mineral do Orinoco como uma «avanço recolonizador», no qual «o grande capital transnacional» assume o «controle de vastos territórios no continente (...) para reimpulsionar o extrativismo e a reprimarização das economias da região», o que, em sua opinião, contradiz o fato de a Venezuela atualmente liderar essa organização.
Emiliano Terán Mantovani afirma que «não existe mineração sustentável ou mineração ecológica» e que «os métodos utilizados para obter, por exemplo, um grama de ouro são terríveis em termos de remoção da camada vegetal, do uso de químicos como o cianeto, da contaminação das águas, dos impactos em comunidades, nos tecidos sociais e nas tradições culturais».
Ángel Arias, da Liga de Trabalhadores pelo Socialismo, questionou que este projeto não diversifica a obtenção de divisas, mas sim reafirma o modelo extrativista. Por sua vez, Miguel Denis, da ala Assembleia de Militantes, afirmou que posições totalmente anti-mineração não são viáveis e sugeriu «uma mineração nas mãos do movimento popular» em vez de das transnacionais.
Por sua vez, Víctor Álvarez, ex-ministro de Indústrias Básicas e Mineração (2005–2006), declarou que «devido ao colapso dos preços do petróleo, o governo da Venezuela se lançou numa busca intensiva por divisas para compensar o desastre da receita petrolífera» e que «os principais beneficiários são, em geral, as empresas transnacionais autorizadas para a exploração, enquanto os custos sociais e ambientais são transferidos para toda a sociedade».
O ex-ministro de Planejamento, Roland Denis, opinou que «não se trata simplesmente de dizer não ao Arco Mineral» e que tampouco se trata de criminalizar a mineração, mas sim de «dar uma saída para a própria mineração». Lembrou que já existe uma realidade de fato da mineração ilegal na Venezuela, não sendo apenas um problema futuro, e que é necessário “enfrentá-la com os trabalhadores” e não “a partir dos escritórios dos grupos ecologistas de Caracas”. Ressaltou, ainda, a necessidade de romper com o mito do bom selvagem, pois há mineiros indígenas, e afirmou que «também é preciso dialogar com as comunidades indígenas».
Julimar Mora Silva e Fidel Rodriguez Velasquez, a partir da análise das mobilizações indígenas e dos resultados das comissões eleitorais nos municípios da região amazônica com maior população indígena, apontaram que o Arco Mineral do Orinoco «representou uma ruptura na relação do Estado com as organizações indígenas e seus aliados nos movimentos sociais pró-indigenistas e pró-ambientalistas (E-OI-MS)».
Para esses autores, essa ruptura ocasionou uma fragmentação nas posturas das organizações indígenas da região, que podem ser resumidas da seguinte forma: (1) organizações indígenas que optaram por manter seus laços com os poderes do Estado, embora se oponham à política econômica do AMO; (2) organizações cooptadas por setores de poder dentro do chavismo, que, contrariamente aos seus interesses, apoiaram irrestritamente a implementação do AMO; (3) organizações indígenas que estabeleceram alianças conjunturais com os partidos criollos de oposição ao chavismo; e (4) organizações indígenas que mantiveram uma postura independente, desvinculando-se tanto do chavismo quanto da sua oposição, por considerarem que ambas as propostas eram contrárias aos seus interesses.
Durante o primeiro Congresso para a Biologia da Conservação da América Latina e do Caribe, em Trinidad e Tobago, a seção para a América Latina e o Caribe da Sociedade para a Biologia da Conservação manifestou-se sobre a situação do Arco Mineral do Orinoco e fez um apelo à comunidade global, ressaltando a urgente necessidade de agir de forma imediata e apropriada para evitar, mitigar e remediar os danos ambientais ocasionados pelo aumento da atividade mineradora nesta região.
Em 2020, a Alta Comissária das Nações Unidas para os Direitos Humanos, Michelle Bachelet, denunciou que os trabalhadores no Arco Mineral do Orinoco estão sujeitos a graves abusos e violência, resultando em pelo menos 149 mortes desde 2016.
Em 2021, um estudo dirigido por María Grillet, da Universidade Central da Venezuela, encontrou uma relação direta entre a atividade de mineração ilegal na região e o aumento dos casos de malária.